# 1933年シーズンのフィラデルフィア・イーグルス
1933年シーズンは、フィラデルフィア・イーグルスのNFL1年目のシーズン。初代ヘッドコーチにラッド・レイが就任した。

## 設立
フランクフォード・イエロージャケッツは、フィラデルフィアを本拠地として1924年シーズンからNFLに参入し、1931年シーズンに破産して活動停止した。1932年シーズンの優勝決定戦が好評を博し、2地区制への移行を計画していたNFLは、イエロージャケッツの後継となるようなチームを探しており、その計画に呼応する形で、フィラデルフィア・イーグルスは設立された。イーグルスはフランクリン・ルーズベルトのニューディール政策のブルーイーグルのロゴからあやかって命名された。イーグルスはイエロージャケッツのチーム組織や負債を引き継いだが、イエロージャケッツの選手は参加しておらず、公式記録上、別チームとして扱われている。

## レギュラーシーズン
Template:1933年シーズンのNFL対戦表
| 週                         | 日 | 相手 | 結果 | 戦績 | 開催地 | 備考 |
| -------------------------- | -- | ---- | ---- | ---- | ------ | ---- |
| 勝利 敗戦 at：敵地での対戦 |    |      |      |      |        |      |

### 順位表
| ニューヨーク・ジャイアンツ   | 11 | 3 | 0 | .786 | 7-1   | 244 | 101 | 17.4 | 7.2  |
| ブルックリン・ドジャース     | 5  | 4 | 1 | .556 | 2-2-1 | 93  | 54  | 9.3  | 5.4  |
| ボストン・レッドスキンズ     | 5  | 5 | 2 | .500 | 2-3   | 103 | 97  | 8.6  | 8.1  |
| フィラデルフィア・イーグルス | 3  | 5 | 1 | .375 | 1-2   | 77  | 158 | 8.6  | 17.6 |
| ピッツバーグ・パイレーツ     | 3  | 6 | 2 | .333 | 1-5-1 | 67  | 208 | 6.1  | 18.9 |

## 参照